# Райхерсберг
Райхерсберг (нім. Reichersberg) — ярмаркова комуна (нім. Marktgemeinde) в Австрії, у федеральній землі Верхня Австрія.
Входить до складу округу Рід-Інн. Населення становить 1405 чоловік (станом на 31 грудня 2005 року). Займає площу 21 км². Офіційний код — 4 12 24.

## Політична ситуація

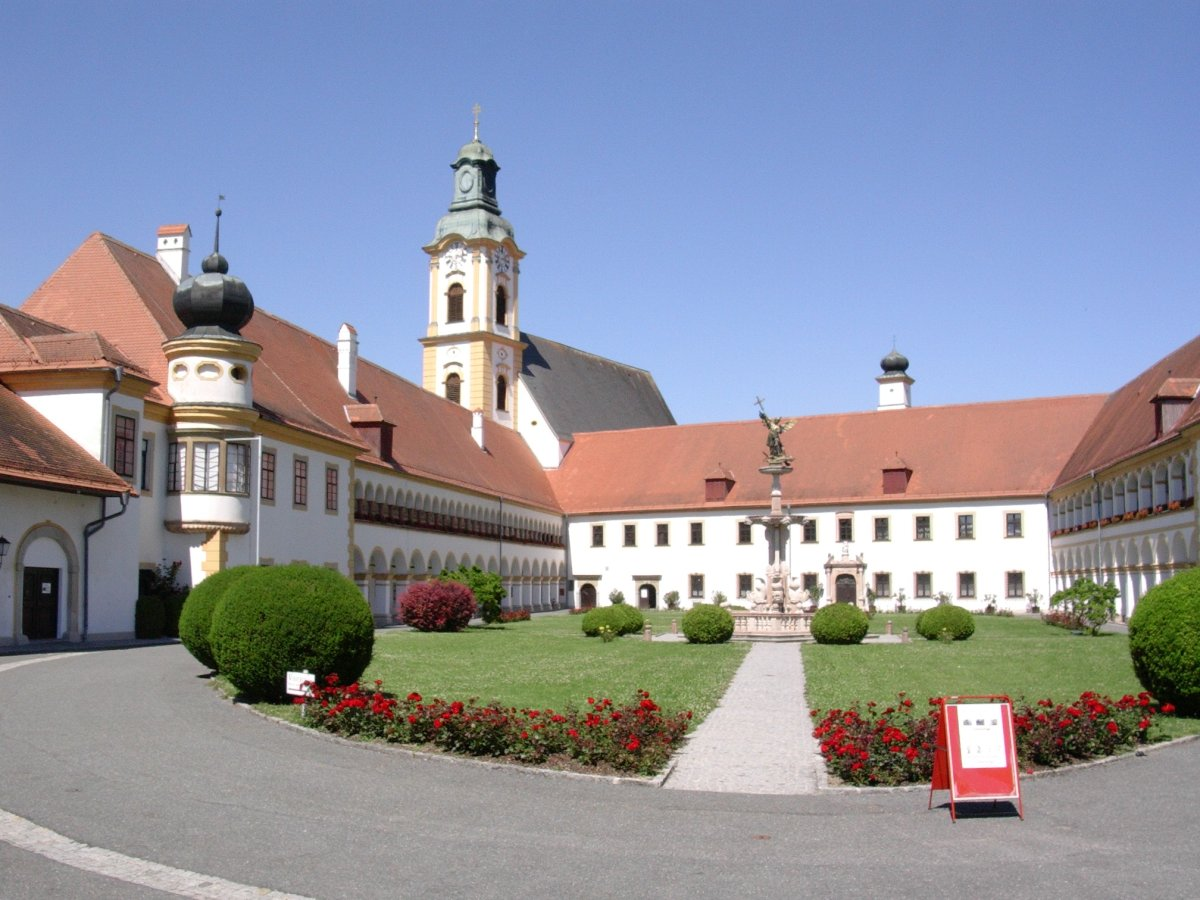
Райхерсберг

Бургомістр комуни — Бернард Йотль (АНП) (з 2021 року]])
Рада представників комуни (нім. Gemeinderat) має 19 місць:
- АНП — 9 місць.
- СДПА — 7 місць.
- АПС — 3 місця.